# 法比奥·范登博斯赫
法比奥·范登博斯赫（荷蘭語：Fabio Van den Bossche，2000年9月21日—），比利时男子自行车运动员，2021年欧洲场地自行车锦标赛男子全能赛银牌得主、2022年欧洲场地自行车锦标赛男子麦迪逊赛铜牌得主、2022年世界场地自行车锦标赛男子记分赛和男子麦迪逊赛铜牌得主。